# バリシップ
バリシップは、愛媛県今治市で隔年で開催されている西日本最大の国際海事展である。

## 概要
海事都市を掲げる今治市や地元海運・造船業界が1994年から2年に1度、東京などで海事関連商品の国際展示会を開いているイベント企画運営会社CMPビジネスメディアに働き掛け、2009年5月に「今治海事展BARI-SHIP」として初開催された。
初開催された2009年以後は隔年で2年に一度開催されている。
出展企業・団体数は2009年の初開催時には179社であったが、規模を拡大し2023年のバリシップでは15か国・351社が出展している。バリシップ2023の実績では、3日間の来場者数は16,734人、参加者数（出展社含む）19,634人となっている。業種別の来場者の内訳では、造船・船舶修理が18.1％、海運会社・船主・船管理が17.4％、船舶用機器・装置・サービス等の製造・販売が30.2％を占めている。海外からの来場者では韓国、シンガポール、中国が上位を占め、22の国と地域からの来場があった。
バリシップは3日間の日程で行われており、会期3日目の最終日には展示会場や造船所・工場の一般開放が行われている。

## 沿革
- 2009年5月 - 「今治海事展BARI-SHIP」として初開催。
- 2011年5月 - 「バリシップ2011」開催。
- 2013年5月 - 「バリシップ2013」開催。
- 2015年5月 - 「バリシップ2015」開催。
- 2017年5月 - 「バリシップ2017」開催。
- 2019年5月 - 「バリシップ2019」開催。
- 2021年
  - 5月 - 新型コロナウイルス感染拡大に伴い、「バリシップ2021」の開催を10月に延期[6]。
  - 10月 - 新型コロナウィルス感染拡大により展示会を中止し、「バリシップ2021オンライン」を開催[7]。
- 2023年5月 - 「バリシップ2023」開催。展示会は4年ぶりの実施となる。
- 2025年5月 - 「バリシップ2025」開催。

## 催し

### バリシップフォーラム
会期中には「バリシップフォーラム」が開催され、造船や海運など日本の海事クラスターの関係者によるパネルディスカッションや講演会などが行われている。海事プレス社、今治市海事都市交流委員会、インフォーマ マーケッツ ジャパンが主催している。
初日の夜には、今治市海事都市交流委員会主催によるウェルカムパーティーが開催されている。ウェルカムパーティーでは「バリシップアームレスリング大会」が開かれており、海事クラスター最強の“腕”を競う腕相撲大会は、バリシップの名物企画となっている。

### 一般開放
他の展示会と違う特徴として、会期3日目に展示会場と市内各社の一般開放を実施している。市内の造船所や舶用メーカーでは、工場・造船所内の見学、新造船の見学会などのイベントを行っている。
- バリシップ2023で開催された造船所の公開
- バリシップ2017で開催された進水式の公開

## 経済効果
伊予銀行の関連会社であるいよぎん地域経済研究センターは、2013年5月23日から25日に開催された「バリシップ2013」の経済効果を3億4,664万円と算出している。主催者事業費は約2億5千万円で経済効果は1.39倍となっている。